# Hendrik Laurenszoon Spiegel

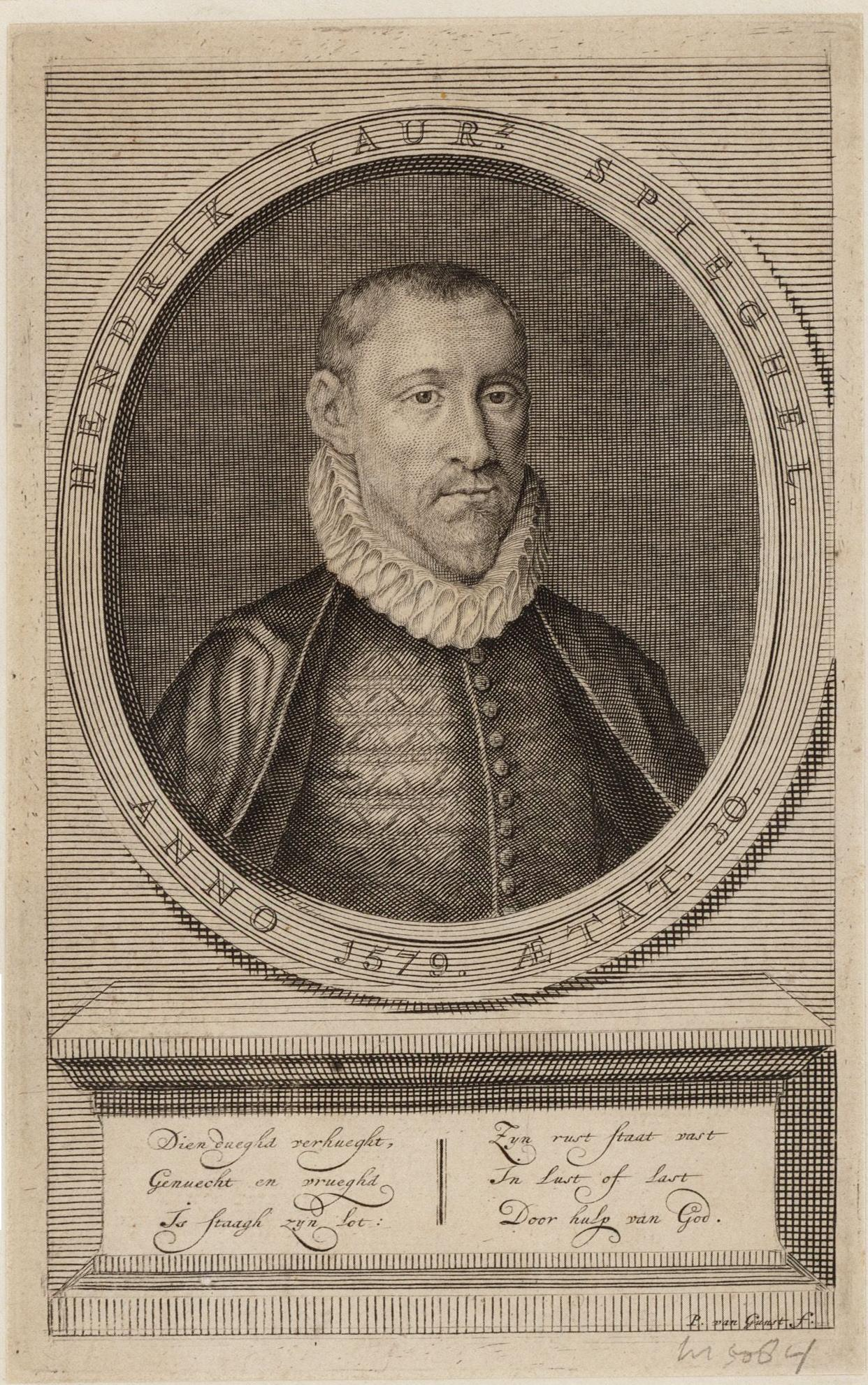
Hendrik Laurensz. Spiegel

Hendrick Laurenszoon Spiegel, född 11 mars 1549 i Amsterdam, död 4 januari 1612 i Alkmaar, var en nederländsk författare. 
Spiegel, till yrket köpman, författade tillfällighetsdikter, den versifierade sedeläran Hertsspieghel och dialogen Twespraack der nederduytsche letterkunst, ett arbete, som innehåller en nederländsk språklära och är utpräglat puristiskt och patriotiskt i renässansens stil. Till hans vänkrets hörde Dirck Volckertszoon Coornhert, Jan van Hout och Roemer Visscher.